# Нагачу
Нагачу, Нахачу (кит. 纳哈出; около 1320—1388) — лидер урянхайцев, военачальник династии Северная Юань в Ляодуне и Маньчжурии.

## Биография
Нагачу сохранил верность династии Северная Юань и контролировал провинцию Ляоян. В середине 1380-х годов Нагачу подчинил своей власти монгольские племена на обширной территории к северу от Китая, включая современные провинции Жэхэ и Ляонин. Нагачу укрепился на северо-востоке Китая и располагал достаточно большими силами, чтобы угрожать вторжением в созданную Минскую империю в целях восстановления власти монгольской династии Юань в Китае.
В 1387 году минский император Чжу Юаньчжан организовал большой военный поход против Нагачу в Ляодун . 200-тысячной китайской армией командовал генерал Фэн Шэн. В его подчинении находились генералы Фу Юдэ и Лан Юй, командовавшие отдельными войсками, а также принц Чжу Ди, командовавший гвардией. Нагачу был окружен и вынужден был капитулировать перед превосходящими силами китайской армии. Нагачу и тысячи его офицеров и родственников были отправлены в ссылку в Нанкин, первую столицу династии Мин. Император пожаловал Нагачу титул маркиза и жалованье в 2000 пикулей зерна, поместье в Цзянси и особняк в Нанкине. Нагачу скончался близ Учана 31 августа 1388 года, вероятно, от чрезмерного употребления алкоголя, и был похоронен за пределами Нанкина.